# 9382 Mihonoseki
9382 Mihonoseki (1993 TK11) là một tiểu hành tinh vành đai chính được phát hiện ngày 11 tháng 10 năm 1993 bởi K. Endate và K. Watanabe ở Kitami.